# Port lotniczy E. T. Joshua
Port lotniczy E. T. Joshua – port lotniczy zlokalizowany w stolicy karaibskiego państwa Saint Vincent i Grenadyny – Kingstown.

## Linie lotnicze i połączenia
- Carib Aviation (Antigua, Guadaloupe, St Lucia, Melville Hall (Dominica), Canefield (Dominica))
- Conviasa (Porlamar)
- Grenadine Airways
- LIAT (Barbados, St. Lucia, Grenada, Port of Spain, Antigua)
- Mustique Airways (Mustique, Barbados)
- SVG Air (Barbados, Bequia, Canouan, Union Island, Mustique)
- West Indies Executive Air obsługiwane z Barbadosu